# Cho Seung-woo
Cho Seung-woo (* 28. März 1980 in Seoul) ist ein südkoreanischer Schauspieler in Film, Fernsehen und Musicals. Er ist bekannt für seine Rollen in Das Lied der treuen Chunhyang, The Classic und Tazza: The High Rollers.

## Leben
Cho Seung-woo wuchs in einer musikalischen Familie auf: Sein Vater, Cho Kyung-soo, ist Sänger, seine ältere Schwester, Cho Seo-yeon, spielt in Musicals. Cho träumte als Kind davon, ein Musical-Darsteller zu werden. Doch während seiner Zeit als Student der Dankook University sprach er für den Film Das Lied der treuen Chunhyang von Im Kwon-taek vor und bekam die Hauptrolle unter den 1000 Bewerbern. Der Film markierte sein Schauspieldebüt.
Nach seinem Filmdebüt spielte er in einigen Musicalproduktionen mit. Allerdings kehrte er schnell zum Film zurück für Wanee & Junha (2001) und H (2002). 2003 spielte er an der Seite von Son Ye-jin die Hauptrolle in dem Liebesdrama The Classic von Kwak Jae-yong. Er erhielt gute Kritiken für seine schauspielerische Leistung. Sein nächster Film, Low Life von Im Kwon-taek, floppte allerdings an den Kinokassen.
Mit dem Film Marathon gelang Cho 2005 der Durchbruch. In dem Film spielt er einen autistischen, jungen Mann, der sich durch das Laufen befreit fühlt. Der Film hatte 5 Millionen Kinobesucher in Südkorea und erhielt positive Kritiken. Cho wurde für die Rolle mit zahlreichen Preisen bedacht, unter anderem mit dem Daejong-Filmpreis. Weiterhin verfolgte Cho auch seine Musical-Karriere durch Rollen in Hedwig and the Angry Inch und Jekyll & Hyde.
2006 spielte er an der Seite seiner damaligen Freundin Kang Hye-jung die Hauptrolle in Love Phobia. Erneut für Aufsehen sorgte er für den Film Tazza: The High Rollers, basierend auf den gleichnamigen Manhwa von Huh Young-man. Der Film wurde einer der erfolgreichsten Filme Südkoreas und handelt von dem Glücksspieler Goni, der andere Hwatu-Spieler um ihr Geld betrügt.

## Filmografie

### Filme
- 2000: Das Lied der treuen Chunhyang (춘향뎐 Chunhyangdyeon)
- 2001: Amijimong (아미지몽, Internetfilm von SBS)
- 2001: Wanee & Junah (와니와 준하 Wani-wa Junha)
- 2002: Who R. U.? (후아유)
- 2002: YMCA Baseball Team (YMCA 야구단 YMCA Yagudan)
- 2002: H
- 2003: The Classic (클래식 Keullaesig)
- 2004: Low Life (하류인생 Haryu Insaeng)
- 2005: Marathon (말아톤)
- 2006: Love Phobia (도마뱀 Domabaem)
- 2006: Tazza: The High Rollers (타짜)
- 2008: Go Go 70s (고고70 Go Go 70)
- 2009: Sword with no Name – Der Schatten der Königin (불꽃처럼 나비처럼 Bulggot-cheoreom Nabi-cheoreom)
- 2011: Perfect Game (퍼펙트 게임)
- 2012: The Peach Tree (복숭아나무 Boksunga Namu)
- 2015: Assassination (암살 Amsal)
- 2015: Inside Men – Die Rache der Gerechtigkeit (내부자들 Naebujadeul)
- 2018: Feng Shui (명당)

### Fernsehserien
- 2012–2013: Horse Doctor (마의 Ma-ui)
- 2013: Drama Festival „Crow’s-Eye View“ (이상 그 이상 Isang Geu Isang)
- 2014: God’s Gift – 14 Days (신의 선물 – 14일 Sin-ui Seonmul – 14-il)
- seit 2017: Stranger (비밀의 숲 Bimileui Sup)
- 2018: Life (라이프 Laipeu)
- 2021: Sisyphus: The Myth (시지프스: the myth)
- 2023: Divorce Attorney Shin (신성한, 이혼)

## Auszeichnungen
2004
- Korea Musical Award in der Kategorie bester Schauspieler für Jekyll & Hyde
- Moscow International Love Film Festival: Bestes Paar gemeinsam mit Son Ye-jin für The Classic

2005
- Baeksang Arts Award in der Kategorie bester Schauspieler für Marathon
- Golden Cinematography Award in der Kategorie populärster Schauspieler für Marathon
- Grand Bell Award in der Kategorie bester Schauspieler und Popularitätspreis für Marathon
- Busan Film Critics Award in der Kategorie bester Schauspieler für Marathon
- China Golden Rooster and Hundred Flowers Film Festival: Bester Schauspieler, international für Marathon

2007
- Newport Beach Film Festival: Preis der Jury – Bester Schauspieler für Tazza
- Korea Musical Award in der Kategorie Popularität für Jekyll & Hyde
- Golden Ticket Awards in der Kategorie bester Musical-Darsteller für Der Mann von La Mancha

2008
- The Musical Award in der Kategorie bester Darsteller für Der Mann von La Mancha

2011
- The Musical Awards in der Kategorie bester Darsteller für Jekyll & Hyde
- Golden Ticket Awards in der Kategorie bester Musical-Darsteller für Jekyll & Hyde

2012
- The Musical Award in der Kategorie bester Schauspieler für Doctor Zhivago

2013
- Korea Music Award in der Kategorie Popularität für Hedwig and the Angry Inch

2016
- 5th Yegreen Musical Award

2018
- 54th Baeksang Arts Awards Best Actor (TV)